# Ferdinand Bie
Ferdinand Reinhardt Bie (ur. 16 lutego 1888 w Drammen, zm. 9 listopada 1961 w Kristiansandzie) – norweski lekkoatleta, mistrz olimpijski.
Na igrzyskach olimpijskich w 1912 w Sztokholmie Bie startował w czterech konkurencjach lekkoatletycznych. Największy sukces odniósł w pięcioboju lekkoatletycznym, w którym zajął 2. miejsce przegrywając z Amerykaninem Jimem Thorpe. Po dyskwalifikacji Thorpe’a w następnym roku za naruszenie przepisów o amatorstwie Bie został oficjalnie uznany mistrzem olimpijskim. W 1982, po śmierci zarówno Thorpe’a, jak i Bie, Międzynarodowy Komitet Olimpijski podjął decyzję o przywróceniu złotego medalu Thorpe'owi i uznaniu obu atletów za mistrzów olimpijskich. W 2022 Międzynarodowy Komitet Olimpijski ogłosił, że w porozumieniu z Norweskim Komitetem Olimpijskim i Paraolimpijskim uznaje Thorpe’a za jedynego złotego medalistę w tej konkurencji.
Bie na igrzyskach w 1912 zajął również 11. miejsce w skoku w dal, w biegu na 110 metrów przez płotki odpadł w półfinale, a dziesięcioboju nie ukończył.
Był mistrzem Norwegii na 110 metrów przez płotki w 1910, w skoku w dal w 1910 i 1917 oraz w dziesięcioboju w 1911.